# Friedrich-August-Kreuz

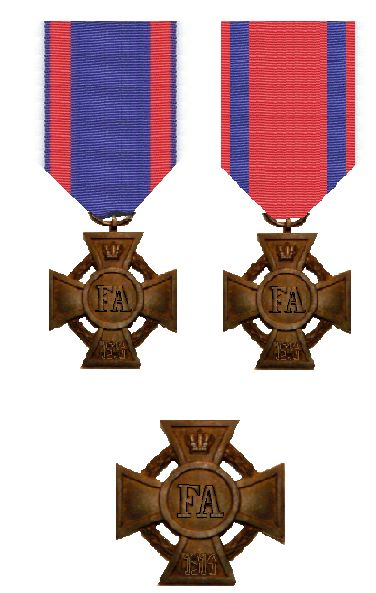
Friedrich-August-Kreuz

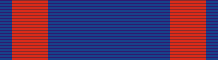
Ordensband für Militärverdienste

Das Friedrich-August-Kreuz wurde am 24. September 1914 durch Großherzog Friedrich August von Oldenburg in zwei Klassen gestiftet und war zur Auszeichnung für alle Personen militärischen oder civilen Standes vorgesehen, welche sich während des Krieges hervorragend ausgezeichnet haben.

## Ordensdekoration
Das aus schwarzem Eisen geprägte Kreuz ähnelt dem Eisernen Kreuz. Im Medaillon sind die Initialen des Stifters F A (Friedrich August) zu sehen. Im oberen Kreuzarm ist eine Krone und im unteren Kreuzarm die Jahreszahl 1914 enthalten. Zwischen den Kreuzarmen windet sich ein Lorbeerkranz. Die Rückseite des Kreuzes ist glatt.

## Trageweise
Während die I. Klasse ein Steckkreuz ist, wird die II. Klasse, die kleinere Ausmaße hat, am Band des Hausordens getragen.
Das Ordensband ist dunkelblau mit ponceauroten Seitenstreifen. Nichtkämpfer erhielten das Kreuz am umgekehrten Band – ponceaurot mit blauen Seitenstreifen.